# Tarucus thespis
Espèce
Tarucus thespis est une espèce d'insectes lépidoptères de la famille des Lycaenidae et de la sous-famille des Polyommatinae.

## Systématique
L'espèce Tarucus thespis a été décrite par le naturaliste suédois Carl von Linné en 1764, sous le nom initial de Papilio thespis.

## Noms vernaculaires
En anglais, l'espèce est appelée Fynbos Blue ou Vivid Blue.

## Description
C'est un petit papillon qui présente un dimorphisme sexuel : le dessus du mâle est bleu vif avec une frange de damiers blancs, le dessus de la femelle est gris ardoise avec une suffusion bleue qui couvre une partie des ailes plus dans la partie postérieure des ailes antérieures comme postérieures avec la même frange de damiers blancs.
Le revers est formé de damiers blancs et marron limités par les nervures. Les queues sont à l'état de vestiges peu visibles.

## Biologie

### Période de vol et hivernation
Il vole toute l'année.

### Plantes hôtes
Sa plante hôte est Phylica imberbis.

## Écologie et distribution
Il est présent dans une toute petite zone du sud de l'Afrique du Sud.

### Biotope
Il habite les prairies côtières.

### Protection
Non connu